# Aloe mubendiensis
Aloe mubendiensis är en grästrädsväxtart som beskrevs av Hugh Basil Christian. Aloe mubendiensis ingår i släktet Aloe och familjen grästrädsväxter.
Artens utbredningsområde är Uganda. Inga underarter finns listade i Catalogue of Life.